# Eddie Murray
Eddie Clarence Murray (Los Ángeles, California, 24 de febrero de 1956). Más conocido como Steady Eddie o Eddie Murray es un exjugador de béisbol que jugó para Los Angeles Dodgers de las Grandes Ligas de Béisbol (MLB). Murray es parte del Salón de la Fama del Béisbol.

## Premios y honores
• 1977: Novato del Año, Baltimore Orioles (AL)
Récord de carreras impulsadas #10, por 1917